# Do Revenge
Do Revenge (Arbeitstitel Strangers) ist ein US-amerikanischer Spielfilm aus dem Jahr 2022 von Jennifer Kaytin Robinson mit Camila Mendes und Maya Hawke. Die schwarze Komödie wurde am 16. September 2022 auf Netflix veröffentlicht. Die Handlung wurde vom Film Der Fremde im Zug (Strangers on a Train) von Alfred Hitchcock inspiriert.

## Handlung
Drea und Eleanor sind zwei Schülerinnen an einer High School. Während Drea ein beliebtes It-Girl ist, ist Eleanor neu an der Schule und etwas linkisch.
Für Drea könnte es eigentlich nicht besser laufen, bis eines Tages die ganze Schule ein Sex Tape von ihr zu sehen bekommt, das von ihrem Freund Max stammen soll. Eleanor dagegen ärgert sich darüber, mit ihrer alten Widersacherin Carissa gemeinsam zur Schule gehen zu müssen. Carissa hatte auf einem Sommercamp, an dem beide im Alter von 13 Jahren teilgenommen hatten, böse Gerüchte über Eleanor verbreitet.
Drea und Eleanor beschließen sich zu rächen, indem sich die beiden die Peiniger der jeweils Anderen vornehmen und deren Reputation zerstören.

## Besetzung und Synchronisation
Die deutschsprachige Synchronisation übernahm die VSI Synchron GmbH. Dialogregie führte Josephine Schmidt.
| Rolle           | Darsteller            | Synchronsprecher  |
| --------------- | --------------------- | ----------------- |
| Drea            | Camila Mendes         | Alice Bauer       |
| Eleanor         | Maya Hawke            | Franciska Friede  |
| Max             | Austin Abrams         | Patrick Keller    |
| Russ            | Rish Shah             | Jonas Lauenstein  |
| Gabbi           | Talia Ryder           | Laura Oettel      |
| Tara            | Alisha Boe            | Josephine Schmidt |
| Allegra         | Rachel Matthews       | Diana Ebert       |
| Ariana          | Francesca Reale       | Johanna Schmoll   |
| Carissa         | Ava Capri             | Samina König      |
| Elliot          | Jonathan Daviss       | Fabian Kluckert   |
| Erica           | Sophie Turner         | Marcia von Rebay  |
| Jessica         | Eliza Bennett         | Jenny Löffler     |
| Meghan          | Paris Berelc          | Victoria Frenz    |
| Montana         | Maia Reficco          | Marie Hinze       |
| Sage            | Olivia Sui            | Jenny Löffler     |
| Schuldirektorin | Sarah Michelle Gellar | Nana Spier        |

## Produktion und Hintergrund
Der Film wurde von Likely Story (Produzenten Anthony Bregman und Peter Cron) sowie Jennifer Kaytin Robinson unter dem Arbeitstitel Strangers produziert. Die Dreharbeiten fanden bis August 2021 in Los Angeles statt.
Regisseurin und Autorin Jennifer Kaytin Robinson schrieb zuvor zusammen mit Taika Waititi das Drehbuch zum 2022 veröffentlichten Film Thor: Love and Thunder, ihr Debüt als Regisseurin gab sie 2019 mit der romantischen Komödie Someone Great. Ein erster Trailer wurde am 9. August 2022 veröffentlicht.

## Rezeption

### Kritiken und Abrufzahlen
Oezguer Anil schrieb auf film.at, dass der Trailer durch eine zuckersüße Teenie-Ästhetik punkte, die durch radikale Rachegelüste kontrastiert werde und fühlte sich an Promising Young Woman und Ingrid Goes West erinnert.
Oliver Armknecht vergab auf film-rezensionen.de sieben von zehn Punkten. Im Film werde bewusst übertrieben, verbunden mit zahlreichen Klischees. Aber es mache doch Spaß, bei dieser gleichzeitig knallbunten und abgründigen Komödie zuzuschauen, zumal das gut aufgelegte Ensemble die Vorlage gern aufnehme und auf die Spitze treibe.
Nina Oberbucher meinte auf Kurier.at, dass Mendes und Hawke einnehmend seien, genauso wie Sarah Michelle Gellar als wunderbar böse, Bonsai trimmende Schuldirektorin. Die bunten Outfits machten zudem mindestens so viel Freude wie das Ende.
Gerrit-Freya Klebe kritisierte auf Stern.de, dass die Möglichkeit, miteinander zu reden und einander zu verzeihen aus den Augen gelassen werde. Stattdessen steigerten sie sich in ihren Rachefeldzug und seien eine Verbildlichung der Redewendung Blind vor Wut. Auch wenn der Titel andeute, dass es vor allem um Rache geht, hoffe man, dass es vielschichtiger wird, dass andere Möglichkeiten aufgezeigt werden, dass am Ende eine Moral über allem steht. Doch das passiere nicht. Könne man am Anfang die Wut noch nachvollziehen, so verliere man im Laufe der Zeit jegliche Sympathie und jegliches Verständnis für die beiden Teenager.
Madeleine Eger meinte auf filmpluskritik.com, dass sich die Teeniekomödie klar an Vorbildern wie Clueless, 10 Dinge die ich an dir hasse, Eiskalte Engel und Girls Club – Vorsicht bissig aus den 1990er-Jahren orientiere und sei neben einer Hommage an eben diese, eine in Pastellfarben gewickelte und von Pophits gesäumte doppelbödige Revengestory, die es jedoch verpasse, ihr schlagfertiges und gewitztes Kultpotenzial bis zum Schluss auszuspielen.
In der zweiten Ausstrahlungswoche vom 19. bis 25. September 2022 erreichte der Film die Spitze der internationalen Netflix-Filmcharts mit 42,55 Millionen gesehenen Stunden.

### Auszeichnungen
MTV Movie & TV Awards 2023
- Nominierung als Bestes Schauspielduo (Camila Mendes & Maya Hawke)[11]

Music Supervisors Guild Awards 2023
- Auszeichnung für die Beste Musik-Supervision eines Fernsehfilms (Rob Lowry)[12]